# USS LST-37
O USS LST-37 foi um navio de guerra norte-americano da classe LST que operou durante a Segunda Guerra Mundial.